# Legge della conservazione della massa (fisica)
La legge della conservazione della massa è una legge fisica della meccanica classica, che prende origine dal cosiddetto postulato fondamentale di Lavoisier (risalente a fine XVIII secolo), che è il seguente:
(Antoine-Laurent de Lavoisier)

## Formulazione lagrangiana
Il postulato di Lavoisier può essere espresso dal punto di vista lagrangiano affermando che:
In questo caso dunque facendo uso della notazione di Newton:
{\displaystyle {\dot {m}}={\frac {\mathrm {d} }{\mathrm {d} t}}\int _{V(t)}\rho \,\mathrm {d} r^{3}=0\,} forma lagrangiana debole implicita
Per inciso si noti che la derivata totale temporale:
{\displaystyle {\frac {\mathrm {d} }{\mathrm {d} t}}\int _{V}\rho \;\mathrm {d} r^{3}\neq \int _{V}{\frac {\mathrm {d} \rho }{\mathrm {d} t}}\mathrm {d} r^{3}},
infatti la densità può variare localmente: {\displaystyle {\frac {\mathrm {d} \rho }{\mathrm {d} t}}\neq 0}, ma conformemente al teorema del trasporto di Reynolds questa variazione è vincolata:
{\displaystyle {\frac {\mathrm {d} }{\mathrm {d} t}}\int _{V(t)}\rho \,\mathrm {d} r^{3}=\int _{V(t)}{\frac {\mathrm {d} \rho }{\mathrm {d} t}}+\rho \nabla \cdot \langle {\bar {v}}\rangle \mathrm {d} r^{3}=0\,}
{\displaystyle \int _{V}{\dot {\rho }}\mathrm {d} r^{3}+\int _{V}\rho \nabla \cdot \langle {\bar {v}}\rangle \mathrm {d} r^{3}=0}
Per la integrazione per parti:
{\displaystyle \int _{V}{\dot {\rho }}\mathrm {d} r^{3}+\rho \int _{V}\nabla \cdot \langle {\bar {v}}\rangle \mathrm {d} r^{3}-\int _{V}{\frac {\mathrm {d} \rho }{\mathrm {d} r^{3}}}\int _{V}\nabla \cdot \langle {\bar {v}}\rangle \mathrm {d} r^{3}\mathrm {d} r^{3}=0}
e per il teorema della divergenza:
{\displaystyle \int _{V}{\dot {\rho }}\mathrm {d} r^{3}+\rho \int _{\partial V}\langle {\bar {v}}\rangle \cdot \mathrm {d} {\bar {r^{2}}}-\int _{V}{\frac {\mathrm {d} \rho }{\mathrm {d} r^{3}}}\int _{\partial V}\langle {\bar {v}}\rangle \cdot \mathrm {d} {\bar {r^{2}}}\mathrm {d} r^{3}=0} forma lagrangiana debole esplicita
Come caso particolare, se la velocità media non ha flusso netto alla frontiera:
{\displaystyle \int _{\partial V}\langle {\bar {v}}\rangle \cdot \mathrm {d} {\bar {r^{2}}}=0\rightarrow \int _{V}{\frac {\mathrm {d} }{\mathrm {d} t}}\rho \,\mathrm {d} r^{3}=0}
Tutte le forme precedenti richiedono solo l'integrabilità spaziale di densità e velocità potendo essere discontinue. Invece solo se in particolare le funzioni sono continue nel dominio spaziale considerato, possiamo passare alla forma locale:
{\displaystyle {\frac {\mathrm {d} \rho }{\mathrm {d} t}}+\rho \nabla \cdot \langle {\bar {v}}\rangle =0} forma lagrangiana forte
Il primo termine è il termine convettivo e rappresenta il trasporto della densità lungo la traiettoria, il secondo è conduttivo.

## Formulazione euleriana
Iniziamo riferendoci ad un volume invariante nel tempo (detto perciò di controllo) {\displaystyle V}: avremo che la variazione della massa contenuta al suo interno sarà pari alla sola componente che attraversa la sua frontiera poiché non v'è generazione né distruzione al suo interno:
{\displaystyle {\frac {\partial m}{\partial t}}+I_{m}=0} forma integrale euleriana
dalla definizione di densità e di densità di corrente per la massa possiamo riesprimere la precedente come:
{\displaystyle {\frac {\partial }{\partial t}}\int _{V}^{}\rho \,\mathrm {d} r^{3}+\oint _{\partial V}\rho \langle {\bar {v}}\rangle \cdot \mathrm {d} {\bar {r^{2}}}=0} forma euleriana debole
dove {\displaystyle \langle {\bar {v}}\rangle } è il vettore della velocità media o macroscopica e {\displaystyle \mathrm {d} {\bar {r^{2}}}} ha modulo pari alla superficie e versore normale alla superficie con verso uscente dal volume.
In questo caso compaiono i flussi entranti ed uscenti dal volume di controllo. Applicando il teorema della divergenza possiamo scrivere i flussi come integrali di volume e rendere l'equazione più omogenea:
{\displaystyle \oint _{\partial V}\rho \langle {\bar {v}}\rangle \cdot \mathrm {d} {\bar {r^{2}}}=\int _{V}^{}\nabla \cdot (\rho \langle {\bar {v}}\rangle )\,\mathrm {d} r^{3}}
inoltre la variazione della massa all'interno di tutto il volume di controllo equivale all'integrale delle variazioni all'interno di ogni suo differenziale dato che questo differenziale non passerà mai attraverso la frontiera ma rimarrà dentro o fuori per sempre:
{\displaystyle {\frac {\partial }{\partial t}}\int _{V}\rho \,\mathrm {d} r^{3}=\int _{V}{\frac {\partial \rho }{\partial t}}\,\mathrm {d} r^{3}}
e l'equazione diviene:
{\displaystyle \int _{V}^{}{\frac {\partial \rho }{\partial t}}+\nabla \cdot (\rho \langle {\bar {v}}\rangle )\mathrm {d} r^{3}=0}
la quale, dovendo essere valida per qualsiasi volume di controllo, impone l'annullamento dell'integrando:
{\displaystyle {\frac {\partial \rho }{\partial t}}+\nabla \cdot (\rho \langle {\bar {v}}\rangle )=0} forma euleriana forte implicita
questa equazione esprime l'equazione di conservazione della massa in termini locali o differenziali ed è detta anche equazione di continuità per la massa.
Si può esplicitare la precedente divergenza:
{\displaystyle {\frac {\partial \rho }{\partial t}}+\nabla \rho \cdot \langle {\bar {v}}\rangle +\rho \nabla \cdot \langle {\bar {v}}\rangle =0} forma euleriana forte esplicita
A questo punto notiamo che le forme lagrangiana ed euleriana sono equivalenti, infatti essendo il differenziale della funzione di vettore:
{\displaystyle \mathrm {d} \rho ({\bar {x}},t)=\nabla \rho \cdot \mathrm {d} {\bar {x}}+{\frac {\partial \rho }{\partial t}}\mathrm {d} t}
la derivata totale temporale vale:
{\displaystyle {\frac {\mathrm {d} \rho }{\mathrm {d} t}}={\frac {\partial \rho }{\partial t}}+\nabla \rho \cdot \langle {\bar {v}}\rangle }
In forma quasi lineare:
{\displaystyle {\frac {\partial \rho }{\partial t}}+\sum _{i}{\frac {\partial \rho }{\partial x_{i}}}\langle v\rangle _{i}+\sum _{i}\rho {\frac {\partial \langle v\rangle _{i}}{\partial x_{i}}}=0} forma euleriana quasi lineare.
Ulteriormente esplicitabile nel caso tridimensionale:
{\displaystyle {\frac {\partial \rho }{\partial t}}+{\frac {\partial \rho }{\partial x_{1}}}\langle v\rangle _{1}+{\frac {\partial \rho }{\partial x_{2}}}\langle v\rangle _{2}+{\frac {\partial \rho }{\partial x_{3}}}\langle v\rangle _{3}+\rho {\frac {\partial \langle v\rangle _{1}}{\partial x_{1}}}+\rho {\frac {\partial \langle v\rangle _{2}}{\partial x_{2}}}+\rho {\frac {\partial \langle v\rangle _{3}}{\partial x_{3}}}=0} forma euleriana forte tridimensionale
dove i termini {\displaystyle \langle v\rangle _{1}}, {\displaystyle \langle v\rangle _{2}} e {\displaystyle \langle v\rangle _{3}} sono le componenti della velocità media nel sistema di riferimento cartesiano usato ({\displaystyle x_{1}}; {\displaystyle x_{2}}; {\displaystyle x_{3}}).